# Logan Miller
Logan Miller (Englewood, 18 de febrer de 1992) és un actor estatunidenc.
Miller va nàixer Englewood, Colorado, i va ser criat New Mexico, Minnesota, i Dallas, Texas. Ell viu a Santa Barbara (Califòrnia). El 2009 va fer del protagonista Tripp Campbell en la sitcom de Disney XD I'm in the Band. També va fer del jove Connor Mead, la versió més jove del personatge de Matthew McConaughey, al film Els fantasmes de les meves exnòvies de 2009. El 2019 va protagonitzar la pel·lícula de terror Escape Room.

## Filmografia

### Cinema
| Any          | Títol                                                                     | Paper                  | Notes         |
| ------------ | ------------------------------------------------------------------------- | ---------------------- | ------------- |
| 2009         | Els fantasmes de les meves exnòvies (Ghosts of Girlfriends Past)          | Adolescent Connor Mead |               |
| 2009         | Arthur i la venjança d'en Maltazard (Arthur and the Revenge of Maltazard) | Jake                   |               |
| 2011         | The Arm                                                                   | Buddy                  | Curtmetratge  |
| 2012         | Would You Rather                                                          | Raleigh                |               |
| 2013         | +1                                                                        | Teddy                  |               |
| 2013         | Deep Powder                                                               | Crash                  |               |
| 2013         | The Bling Ring                                                            | Xic a la festa         |               |
| 2013         | Night Moves                                                               | Dylan                  |               |
| 2015         | The Stanford Prison Experiment                                            | Jerry Sherman          |               |
| 2015         | Take Me to the River                                                      | Ryder                  |               |
| 2015         | Scouts Guide to the Zombie Apocalypse                                     | Carter Grant           |               |
| 2016         | The Good Neighbor                                                         | Ethan Fleming          |               |
| 2016-2017    | The Walking Dead                                                          | Benjamin               | temporada 7   |
| 2017         | A Dog's Purpose                                                           | Todd                   |               |
| 2017         | Before I Fall                                                             | Kent McFuller          |               |
| 2017         | The Scent of Rain and Lightning                                           | Collin Croyle          |               |
| 2018         | Being Frank                                                               | Philip Hansen          |               |
| 2018         | Love, Simon                                                               | Martin Addison         |               |
| 2019         | Escape Room                                                               | Ben Miller             |               |
| 2019         | Prey                                                                      | Toby Burns             | Postproducció |
| Per anunciar | We Summon the Darkness                                                    | Kovacs                 |               |